# Liste der Biografien/Sex
Liste der Biografien |
Portal Biografien |
Personensuche
# |
A |
B |
C |
D |
E |
F |
G |
H |
I |
J |
K |
L |
M |
N |
O |
P |
Q |
R |
S |
T |
U |
V |
W |
X |
Y |
Z |
?
 
Sa |
Sb |
Sc |
Sd |
Se |
Sf |
Sg |
Sh |
Si |
Sj |
Sk |
Sl |
Sm |
Sn |
So |
Sp |
Sq |
Sr |
Ss |
St |
Su |
Sv |
Sw |
Sy |
Sz
 
Sea |
Seb |
Sec |
Sed |
See |
Sef |
Seg |
Seh |
Sei |
Sej |
Sek |
Sel |
Sem |
Sen |
Seo |
Sep |
Seq |
Ser |
Ses |
Set |
Seu |
Sev |
Sew |
Sex |
Sey |
Sez
Die Liste der Biografien führt alle Personen auf, die in der deutschsprachigen Wikipedia einen Artikel haben. Dieses ist eine Teilliste mit 57 Einträgen von Personen, deren Namen mit den Buchstaben „Sex“ beginnt.

## Sex

### Sexa
- Sexau, Richard (1882–1962), deutscher Schriftsteller, Diplomat und Historiker
- Sexauer, Jan-Philipp (* 1967), deutscher Jurist, Veranstalter und Galerist
- Sexauer, Manfred (1930–2014), deutscher Hörfunk- und Fernsehmoderator
- Sexauer, Michael (1936–2006), deutscher Jurist und Politiker (SPD), MdL

### Sexh
- Sexheld, Johann Heinrich, fürstlicher Rat zu Kempten

### Sexl
- Sexl, Ludwig (1904–1964), österreichischer Politiker (ÖVP), Landtagsabgeordneter im Burgenland
- Sexl, Martin (* 1966), österreichischer Literaturwissenschafter
- Sexl, Roman (1939–1986), österreichischer Physiker
- Sexl, Theodor (1899–1967), österreichischer theoretischer Physiker
- Sexl, Veronika (* 1966), österreichische Pharmakologin und ToxikologinVeronika Sexl (* 1966)

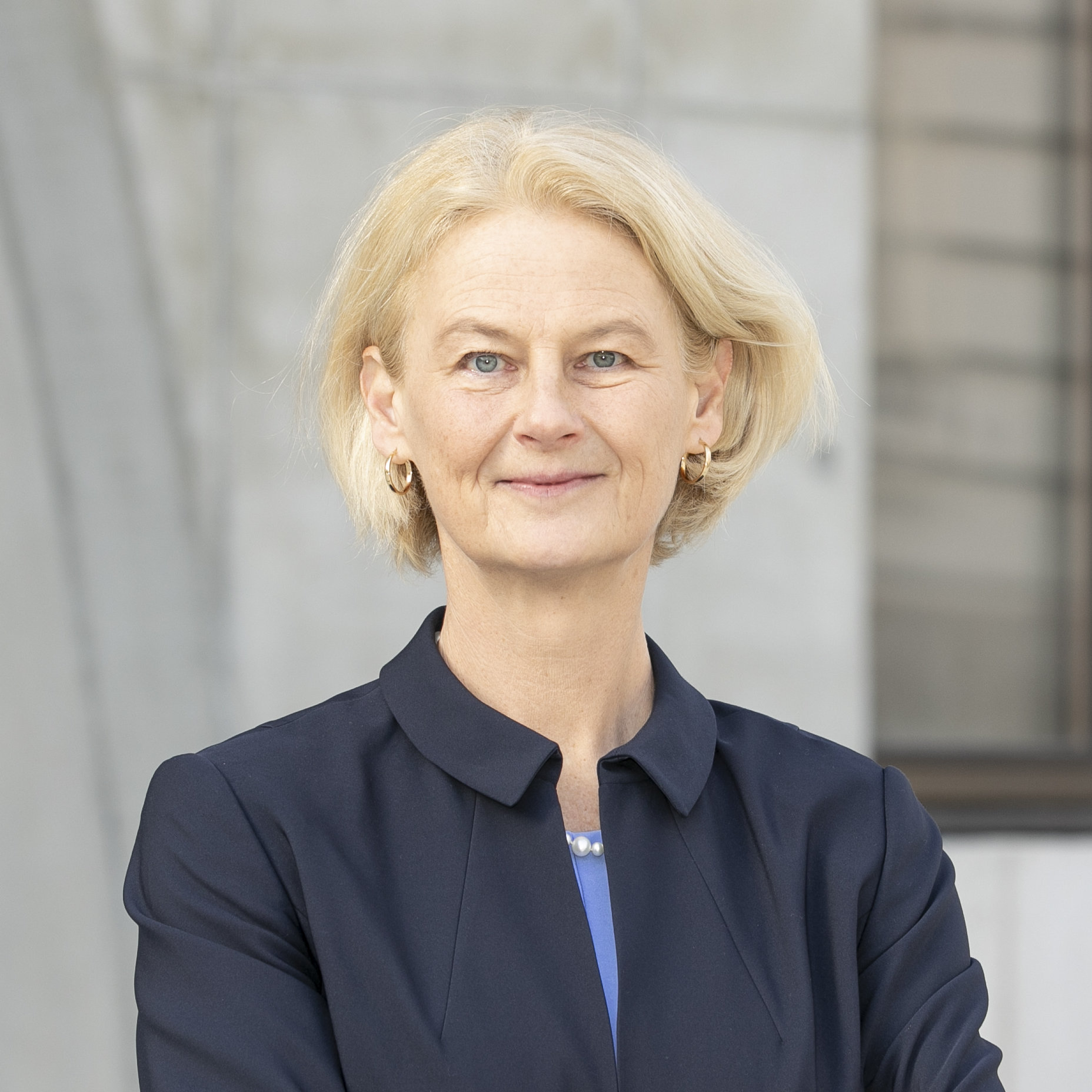
Veronika Sexl (* 1966)

### Sexr
- Sexred von Essex († 617), König von Essex (616–617)

### Sexs
- Sexsmith, David (1871–1942), kanadischer Ortspatron, Fallensteller, Hotelier, Händler
- Sexsmith, Ron (* 1964), kanadischer Singer-Songwriter
- Sexsmith, Tyson (* 1989), kanadischer Eishockeytorwart

### Sext
- Sextanius, Publius, römischer Offizier (Kaiserzeit)
- Sextilia († 69), Mutter des Kaisers Vitellius
- Sextilius Felix, Publius, römischer Statthalter
- Sextius Africanus, Titus, römischer Suffektkonsul 59
- Sextius Calvinus, Gaius, römischer Redner und Politiker
- Sextius Calvinus, Gaius, römischer Politiker, Konsul 124 v. Chr.
- Sextius Florentinus, Titus Aninius, römischer Statthalter von Arabia Petraea
- Sextius Lateranus, Lucius, römischer Volkstribun und Konsul
- Sextius Lateranus, Titus, römischer Konsul 154
- Sextius Magius Lateranus, Titus, römischer Konsul 197 und Militär
- Sextius Naso, römischer Politiker, einer der Verschwörer gegen Gaius Iulius Caesar
- Sextius, Quintus, römischer Philosoph
- Sexton, Ann (1947–2025), US-amerikanische Soulsängerin
- Sexton, Anne (1928–1974), US-amerikanische Lyrikerin und Pulitzer-Preisträgerin
- Sexton, Blaine (1892–1966), britischer Eishockeyspieler
- Sexton, Brendan III (* 1980), US-amerikanischer Schauspieler
- Sexton, Brent (* 1967), US-amerikanischer Schauspieler
- Sexton, Collin (* 1999), US-amerikanischer BasketballspielerCollin Sexton (* 1999)

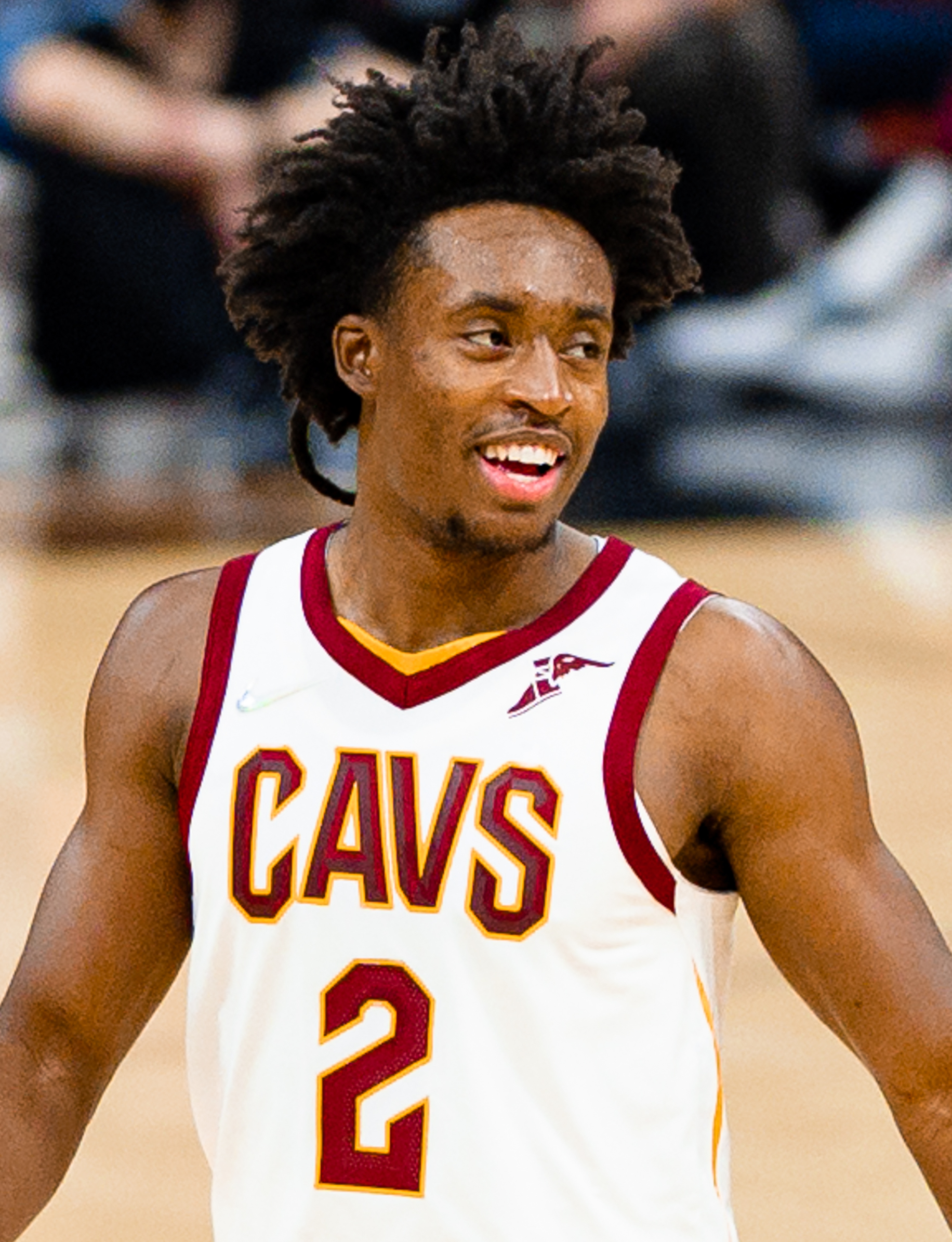
Collin Sexton (* 1999)

- Sexton, Dan (* 1987), US-amerikanischer Eishockeyspieler
- Sexton, Dave (1930–2012), englischer Fußballspieler und -trainer
- Sexton, Franklin Barlow (1828–1900), US-amerikanischer Jurist sowie konföderierter Politiker und Soldat
- Sexton, Jane (* 1978), australische Freestyle-Skierin
- Sexton, John (* 1952), britischer Historiker, Übersetzer und Journalist
- Sexton, Jonathan (* 1985), irischer Rugbyspieler
- Sexton, Katy (* 1982), britische Schwimmerin
- Sexton, Leo (1909–1968), US-amerikanischer Leichtathlet
- Sexton, Leonidas (1827–1880), US-amerikanischer Politiker
- Sexton, Mae (* 1955), irische Politikerin
- Sexton, Margaret Wilkerson, US-amerikanische Schriftstellerin
- Sexton, Mike (1947–2020), US-amerikanischer Pokerspieler, -kommentator und -funktionär
- Sexton, Randy (* 1959), kanadischer Eishockeyspieler, -trainer und -funktionär
- Sexton, Thomas (1848–1932), irischer Politiker, Mitglied des House of Commons
- Sexton, Thomas (* 1998), neuseeländischer Radrennfahrer
- Sexton, Timothy J. (* 1959), US-amerikanischer Drehbuchautor und Filmproduzent
- Sexton, William T. (1901–1983), US-amerikanischer Offizier, Generalmajor der US-Army
- Sextro, Heinrich Philipp (1746–1838), deutscher Theologe
- Sextus Empiricus, Arzt und Philosoph
- Sextus Papirius, Pontifex maximus

### Sexw
- Sexwale, Tokyo (* 1953), südafrikanischer Geschäftsmann und Politiker, politischer Gefangener und Aktivist gegen die Apartheid

### Sexy
- Sexy Cora (1987–2011), deutsche PornodarstellerinSexy Cora (1987–2011)

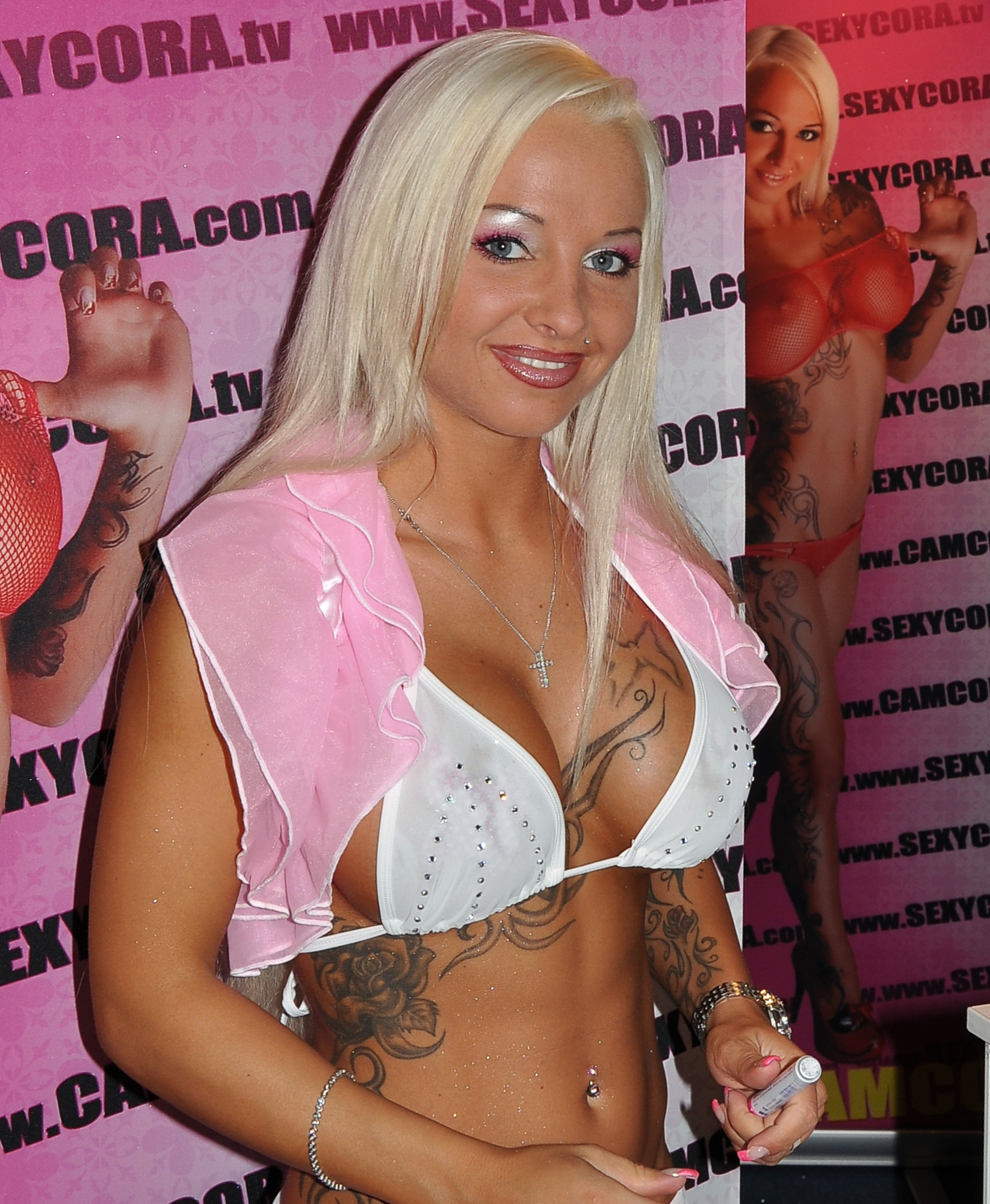
Sexy Cora (1987–2011)

- Sexy Star (* 1982), mexikanische Luchadora (maskierter Wrestler)
- Sexy Susi (* 1972), polnische Pornodarstellerin
- Sexyy Red (* 1998), US-amerikanische Rapperin